# Gormont e Isembart
Gormont e Isembart, también llamado Gormond e Isembart, Gormund e Isembard, Isembart y Gormont o La muerte del rey Gormond es un cantar de gesta de la segunda mitad del siglo XI o la primera mitad del siglo XII, escrito en francés antiguo. Junto con la Canción de Roldán y La canción de Guillaume, es uno de los tres cantares de gesta compuestos antes de 1150; puede ser ligeramente posterior a La Canción de Roland, Holmes la data en 1068. La canción cuenta la historia de un joven rebelde francés, Isembart, que se alía con el sarraceno, Gormont y abandona el cristianismo para luchar contra el rey de Francia.

## La obra
El único fragmento de manuscrito conservado (dos hojas de pergamino que se encuentran en un viejo archivador) contiene 661 versos octosílabos (lo que es inusual para una canción de gesta) en los regajes (conservados en la Biblioteca Real de Bélgica) escritos en un dialecto del centro de Francia, que data de alrededor de 1130, lo que constituye el final de un poema más largo. El texto de todo el poema fue reconstruido a partir de dos fuentes:
- una crónica del siglo XIII por Philippe Mousket[4]
- la adaptación germánico del siglo XV por Loher Maller (1437), una versión en prosa de finales del siglo XIV o desde el comienzo del siglo XV y Lohier Mallart.

La fecha de la composición del poema se basa en:
- una mención en las crónicas (terminado en 1088, revisada en 1104) de Hariulf, monje de St. Riquier
- una referencia que le sea presentada la Historia Regum Britanniae de Geoffrey de Monmouth.

### Trama
El joven noble francés Isembart, perseguido por su tío, Louis, se exilió en Inglaterra y se une a Gormont y abjura de su fe cristiana. Isembart anima Gormond para atacar Francia, están destruyendo su propia tierra y prender fuego a la abadía de Saint-Riquier. El rey de Francia va a su encuentro en Cayeux (Cayeux-sur-Mer). Después de una serie de batallas victoriosas, Gormont muere, pero el rey mismo está herido de muerte. El "sarraceno" se retira en desorden, pero Isembart logra llevarlos a la batalla y derrotar a su padre. Cuatro días más tarde, el "sarraceno" abandona el campo de batalla y antes de exhalar su último, Isembart reencuentra la fe cristiana.
La historia parece basada en un hecho histórico: una incursión de los vikingos, que en febrero de 881, quemaron la abadía de Saint-Riquier, a continuación, fueron derrotados por Luis III seis meses más tarde, en la batalla de Saucourt en Vimeu. Sin embargo, si el personaje Gormont es la forma francesa de la Godrum escandinava o Gudrum, no hay ninguna mención histórica a un Isembart. Gormont y Isembart es principalmente una historia literaria y su motivo central la lucha entre padre e hijo, la cual es un tema tradicional de mitos y leyendas de Europa como es el caso de la Canción de Hildebrand.